# Those People
Those People je americký hraný film z roku 2015, který režíroval Joey Kuhn podle vlastního scénáře. Snímek měl světovou premiéru na Mezinárodním filmovém festivalu v Seattlu 16. května 2015.

## Děj
Charlie studuje malířství a je tajně zamilovaný do svého kamaráda z dětství, Sebastiana. Sebastian pochází z bohaté rodiny, momentálně žije sám, protože matka se odstěhovala z New Yorku a otec byl jako finančník zatčen a obviněn ze zpronevěry peněz. Jednou jdou společně se svými přáteli Ursulou a Wayttem do baru, kde se Charlie seznámí s mladým pianistou Timem. Charlie se zpočátku zdráhá navázat vztah, ale zjistí, že Sebastianův vztah k němu nikdy nepřekročí hranice přátelství. Když Tim získá nabídku práce v San Francisku, Charlie se rozhodne odjet s ním.

## Obsazení
| Jonathan Gordon | Charlie   |
| Jason Ralph     | Sebastian |
| Haaz Sleiman    | Tim       |
| Meghann Fahy    | London    |
| Britt Lower     | Ursula    |
| Chris Conroy    | Wyatt     |
| Allison Mackie  | Pricilla  |